# Traismauer
Traismauer è un comune austriaco di 6 061 abitanti nel distretto di Sankt Pölten-Land, in Bassa Austria; ha lo status di città (Stadtgemeinde).